# Yuki Ebihara
Yuki Ebihara (海老原 有希, Ebihara Yuki), née le 28 octobre 1985 à Kaminokawa, est une athlète japonaise, spécialiste du lancer du javelot.

## Biographie
En 2009 elle dépasse la limite des 60 m avec un lancer à 60,84 m, à 31 cm du record du Japon.
En 2010 Ebihara obtient la médaille d'or aux Jeux asiatiques de Guangzhou, devant les Chinoises Xue Juan et Li Lingwei. Ses 61,56 m constituent le nouveau record des Jeux et du Japon.
En 2012 elle remporte les championnats du Japon avec un record national de 62,36 m qui la qualifie pour les Jeux olympiques, où elle est éliminée en qualifications.
Elle porte son record national à 62,83 m à Hiroshima, en avril 2013.
Elle bat son dernier record national en 2015, en terminant 4e du meeting de Kawasaki avec 63,80 m.

### Palmarès
| Date | Compétition                   | Lieu     | Résultat | Performance |
| ---- | ----------------------------- | -------- | -------- | ----------- |
| 2004 | Championnats du monde juniors | Grosseto | 5e       | 54,44 m     |
| 2006 | Jeux asiatiques               | Doha     | 3e       | 57,47 m     |
| 2009 | Championnats d'Asie           | Canton   | 4e       | 53,18 m     |
| 2010 | Jeux asiatiques               | Canton   | 1re      | 61,56 m     |
| 2011 | Championnats du monde         | Daegu    | 8e       | 59,08 m     |

#### National
9 titres au javelot : 2006, 2008-2010, 2012-2015, 2017.

### Records
| Épreuve           | Performance | Lieu     | Date        |
| ----------------- | ----------- | -------- | ----------- |
| Lancer du javelot | 63,80 m     | Kawasaki | 10 mai 2015 |